# Degeneriaceae
Degeneria là danh pháp khoa học của một họ thực vật có hoa. Họ này được một số ít các nhà thực vật học công nhận, ít nhất là trong vài thập niên đã qua.
Hệ thống APG II năm 2003 (không thay đổi từ hệ thống APG năm 1998), cũng công nhận họ này và gán nó vào trong bộ Magnoliales của nhánh magnoliids. Họ này bao gồm chỉ 1 chi có danh pháp Degeneria với 1-2 loài cây gỗ sinh sống tại Fiji.